# Dottor Sottile
Dottor Sottile è un soprannome, coniato nella filosofia medievale per designare il maestro delle argomentazioni raffinate e ricche di distinzioni (cavillose secondo i detrattori), Duns Scoto, detto in latino Doctor subtilis (così come il Doctor Angelicus era Tommaso d'Aquino e il Doctor Mellifluus era Bernardo di Chiaravalle). 

## Utilizzo
Il soprannome venne in seguito reso famoso e di uso più popolare dal drammaturgo inglese del periodo elisabettiano Ben Jonson, che diede questo soprannome (subtle nel testo originale) al protagonista della sua commedia satirica L'alchimista.
In epoca successiva questa denominazione è stata utilizzata talvolta per designare, in termini tra l'elogiativo e il sarcastico, personaggi della vita pubblica considerati fini pensatori: in Italia è stato utilizzato nei confronti di Giuliano Amato, soprattutto nel periodo della sua presidenza del Consiglio ma non solo, e del magistrato Piercamillo Davigo.